# Сабличево
Сабли́чево (рос. Сабличево, марій. Савлич почиҥга) — присілок у складі Новотор'яльського району Марій Ел, Росія. Входить до складу Старотор'яльського сільського поселення.

## Населення
Населення — 17 осіб (2010; 22 у 2002).
Національний склад (станом на 2002 рік):
- лучні марійці — 100 %